# Tris(2,3-dibrompropyl)phosphat
Tris(2,3-dibrompropyl)phosphat ist eine chemische Verbindung, die als Flammschutzmittel in Kunststoffen und Textilien eingesetzt wird. Die Verwendung in Kindersachen wurde in den USA 1977 verboten.

## Gewinnung und Darstellung
Tris(2,3-dibrompropyl)phosphat kann durch ein zweistufiges Verfahren erhalten werden. Dabei wird Brom zu Allylalkohol gegeben und das erhaltene 2,3-Dibrompropanol mit Phosphoroxychlorid umgesetzt.

## Eigenschaften
Tris(2,3-dibrompropyl)phosphat ist eine brennbare, schwer entzündbare viskose farblose bis gelbliche geruchlose Flüssigkeit, die praktisch unlöslich in Wasser ist. Ein wichtiges biologisches Abbauprodukt (Metabolit) der Verbindung ist das Bis(2,3-dibrompropyl)phosphat.

## Sicherheitshinweise
Der Stoff ist mutagen und gemäß Internationaler Agentur für Krebsforschung (IARC) ein karzinogen Gruppe 2A. Weiters fällt er unter den Geltungsbereich der Rotterdam-Konvention. In den USA ist der Verkauf von Kinderkleidung, die mit Tris(2,3-dibrompropyl)phosphat ausgerüstet sind, seit 1977 verboten.

## Regulierung
Tris(2,3-dibrompropyl)phosphat ist in Japan in Textilprodukten wie Vorhängen, Teppichen und Schlafkleidung verboten.